# Хорхе Гуаш
Хорхе Гуаш (ісп. Jorge Guasch, нар. 17 січня 1961, Іта) — парагвайський футболіст, що грав на позиції півзахисника за  «Олімпію» (Асунсьйон) та національну збірну Парагваю.
Дев'ятиразовий . Дворазовий володар Кубка Лібертадорес. Володар Міжконтинентального кубка. Переможець Рекопи Південної Америки. 

## Клубна кар'єра
У дорослому футболі дебютував 1975 року виступами за команду «Гуарані де Давару». 
1976 року перейшов до столичної «Олімпії», у складі якої й провів практично усю ігрову кар'єру. Протягом наступних шістнадцяти років дев'ять разів ставав чемпіоном Парагваю, двічі вигравав Кубок Лібертадорес та по одному разу Міжконтинентальний кубок та Рекопу Південної Америки. Завершив професійну кар'єру футболіста виступами за «Олімпію» у 1991 році.

## Виступи за збірну
1985 року дебютував в офіційних матчах у складі національної збірної Парагваю.
У складі збірної був учасником чемпіонату світу 1986 року у Мексиці, розіграшів Кубка Америки 1987 року в Аргентині та Кубка Америки 1989 року в Бразилії.
Загалом протягом семирічної кар'єри у національній команді провів у її формі 47 матчів.

## Титули і досягнення
- Чемпіон Парагваю (9):

«Олімпія» (Асунсьйон): 1978, 1979, 1980, 1981, 1982, 1983, 1985, 1988, 1989
- Володар Кубка Лібертадорес (2):

«Олімпія» (Асунсьйон): 1979, 1990
- Володар Міжконтинентального кубка (1):

«Олімпія» (Асунсьйон): 1979
- Переможець Рекопи Південної Америки (1):

«Олімпія» (Асунсьйон): 1990